# Saint-Brice, Charente

Saint-Brice este o comună în departamentul Charente, Franța. În 1 ianuarie 2022 avea o populație de 969 de locuitori.